# Aoki Sokei
 (août 2013).
Aoki Sokei est un peintre japonais du XVIIe siècle. Ses dates de naissance et de décès ainsi que ses origines sont totalement inconnues. Il semble être connu par la seule œuvre connue de lui. Sa période d'activité se situe dans le XVIIe siècle.

## Biographie
Aoki Sokei appartient au monastère de Taïma, dans la province de Yamato, ce qui peut faire de lui un moine. Une seule œuvre de lui nous est parvenue. C'est un grand kakémono, ou mandara, c'est-à-dire : « ensemble pourvu de la forme parfaite », nom que donnent souvent les Japonais à certains groupements symboliques des divinités et, par extension, à de grandes compositions d'ensemble figurant dans leur totalité des sujets mystiques, tels que le Paradis de Soukhavati, représenté par le kakémono d'Aoki Sokei.
Il représente Amida entouré de ses deux fils spirituels, Kanon et Seisi et de plusieurs centaines de Bodhisattvas qui sont, après le Bouddha, les plus hauts degrés de sainteté bouddhique. Bien que ce sujet, dont l'origine remonte au XIIIe siècle environ, ait été très souvent traité, la peinture d'Aoki mérite une mention spéciale par la délicatesse de l'exécution et le style très pur des figures.